# Завьялиха
Завьялиха — деревня в составе Троицкого сельского поселения Шарьинского района Костромской области России.

## География
Деревня находится у реки Ветлуга.

## История
Согласно Спискам населенных мест Российской империи в 1872 году деревня относилась ко 2 стану Ветлужского уезда Костромской губернии. В ней числилось 7 дворов, проживало 34 мужчины и 37 женщин.
Согласно переписи населения 1897 года в деревне проживало 88 человек (42 мужчины и 46 женщин).
Согласно Списку населенных мест Костромской губернии в 1907 году деревня относилась к Гагаринской волости Ветлужского уезда Костромской губернии. По сведениям волостного правления за 1907 год в деревне числилось 16 крестьянских дворов и 100 жителей. В деревне имелась кузница. Основным занятием жителей деревни был лесной промысел.

## Население
| 2008 | 2010 | 2014 |
| ---- | ---- | ---- |
| 2    | ↘0   | →0   |